# Cleopatra VI của Ai Cập
Cleopatra VI Tryphaena (tiếng Hy Lạp: Κλεοπάτρα Τρύφαινα) là một nữ hoàng Ptolemaic Ai Cập. Cô ấy có thể giống hệt với Cleopatra V.
Có ít nhất hai, có lẽ ba phụ nữ Ptolemaic được gọi là Cleopatra Tryphaena: